# Wolfgang Paalen
Wolfgang Robert Paalen (Vienna, 22 luglio 1905 – Taxco, 24 settembre 1959) è stato un pittore e scultore austriaco e teorico dell'arte, di matrice surrealista.
Fu autore anche di poesie, che scrisse in francese ed in tedesco, e di tre opere teatrali. Una di queste, la tragicommedia The Beam of the Balance (L'asse di equilibrio), trovava spunto di riflessione sui pericoli del disequilibrio della mente nel regime totalitario di Stalin e nel lancio della bomba atomica. La passione che Paalen nutrì per tutta la vita per le culture matrilineari pre-celtiche si rifletté invece nell'opera teatrale Elorn, A Ballad from Brittany.
Membro dal 1934-35 del gruppo Abstraction-Création, la libera associazione di artisti formatasi a Parigi nel 1931 per contrastare l'influenza del gruppo surrealista di André Breton, si unì poi allo stesso gruppo surrealista e ne divenne uno dei principali esponenti fino al 1942. Mentre si trovava in esilio in Messico fondò la rivista anti surrealista DYN, che impregnò della propria filosofia della contingenza per tentare di conciliare le opposte tendenze materialiste e mistiche presenti nel surrealismo. Si unì quindi nuovamente al gruppo surrealista di Breton fra il 1951 ed il 1954, durante il soggiorno a Parigi.

## Biografia

### La famiglia e l'infanzia

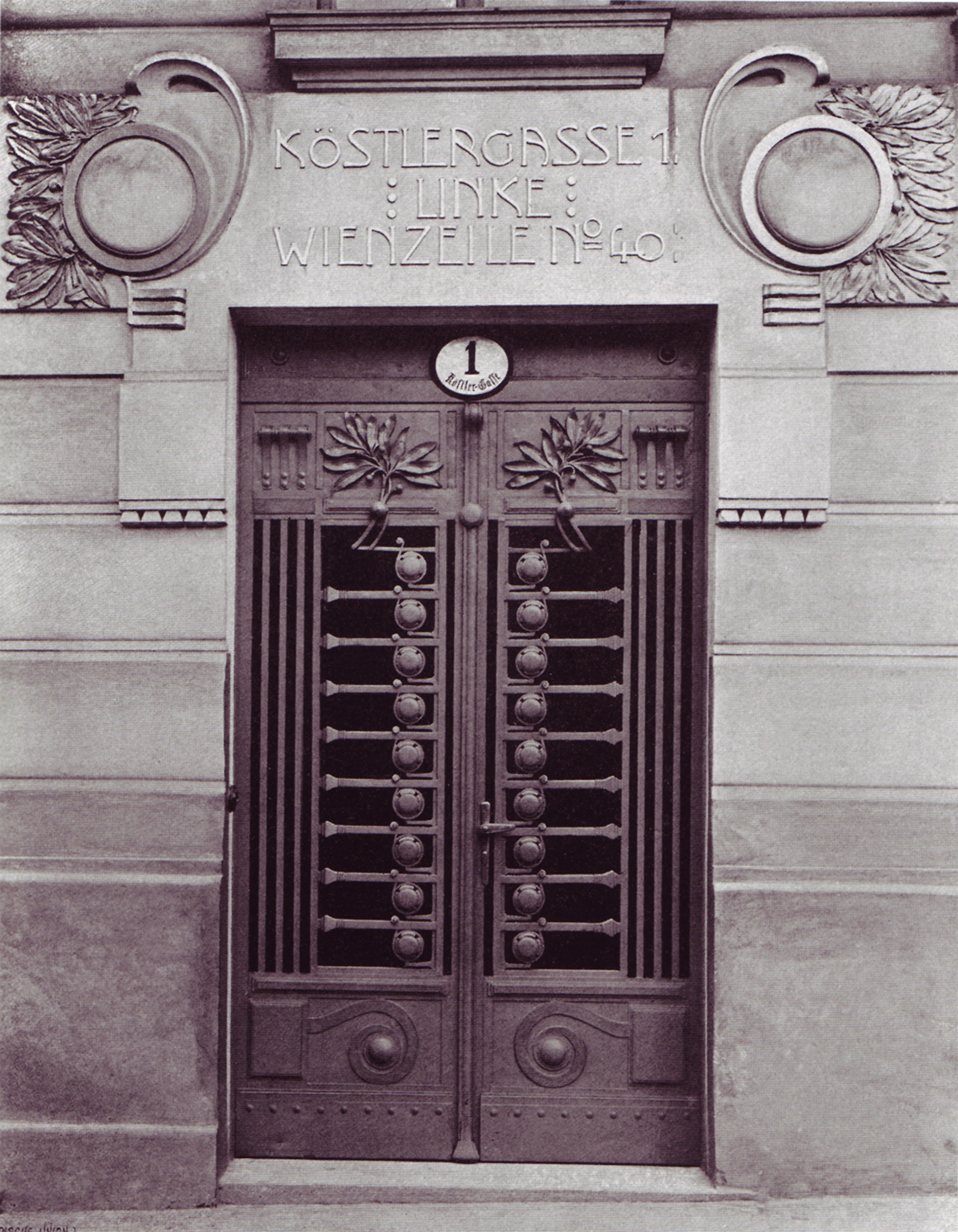
Ingresso della casa natale di Wolfgang Paalen, Vienna, Köstlergasse 1

Nacque in una delle Wienzeilenhäuser viennesi progettate dall'architetto austriaco Otto Wagner. Era il primo di quattro figli; il padre Gustav Robert Paalen, ebreo austriaco, era commerciante ed inventore, la madre Clothilde Emilie Gunkel, tedesca, era attrice.
Il padre Gustav Robert, nato in Boemia nel 1873 da una famiglia di commercianti, aveva origini polacco-aschenazite ed ispano-sefardite; si era convertito al protestantesimo nel 1900 e nello stesso anno aveva cambiato il cognome da Pollak a Paalen. Il suo considerevole patrimonio era frutto della vendita di brevetti per invenzioni d'avanguardia: ad esempio perfezionò e migliorò la fabbricazione del thermos, dell'aspirapolvere e del primo apparecchio per scaldare l'acqua per conto di Junkers. In un periodo relativamente breve Gustav Robert Paalen riuscì ad elevarsi al livello dell'aristocrazia viennese dell'impero austro-ungarico. Si distinse anche come collezionista di dipinti di grande valore, come Señora Sabasa Garcia di Francisco Goya, che molto più tardi sarebbe divenuto uno dei pezzi migliori della National Gallery of Art di Washington. Finanziò anche l'acquisto di un dipinto di Tiziano per il Freundeskreis des Kaiser-Friedrich Museums.
Wolfgang Paalen trascorse i primi anni di vita fra Vienna e la Stiria, dove il padre aveva fatto costruire una Spa alla moda a Tobelbad, inaugurata in presenza di Francesco Giuseppe I d'Austria, cui Gustav Robert dedicò un monumento. A Tobelbad il padre di Wolfgang ricevette ospiti di prim'ordine, come ad esempio Gustav Mahler, il poeta ed artista Fritz von Herzmanovsky-Orlando, il critico e romanziere Julius Meier-Graefe ed Ida Zweig, la madre di Stefan Zweig.
Nel 1912 la famiglia Paalen si trasferì a Berlino e l'anno successivo si stabilì a Żagań, in Slesia, nel castello Sankt Rochusburg. Qui il giovane Wolfgang frequentò diverse scuole; durante la prima guerra mondiale insieme ai suoi fratelli ricevette un'educazione umanistica da un precettore musicista, che gli trasmise la passione per Johann Sebastian Bach.

### La prima giovinezza e il declino della famiglia
A Żagań durante la guerra, mentre il padre si occupava dell'organizzazione dell'approvvigionamento dei generi alimentari sia per gli austriaci che per i tedeschi, collaborando a stretto contatto con Walther Rathenau ed Albert Ballin, Wolfgang si dedicò agli studi filosofici neo-kantiani. In particolare studiò Schopenhauer, i romantici tedeschi ed i Veda indiani.
Dopo il crollo economico della Germania, nel 1919 la famiglia si stabilì a Roma, in una villa sul Gianicolo, dove Wolfgang studiò l'arte e l'archeologia greco-romana e la pittura sotto la guida del pittore secessionista Leo von König e di Ludwig Pollak, amico del padre, l'archeologo che ritrovò il braccio destro mancante del Gruppo del Laocoonte.

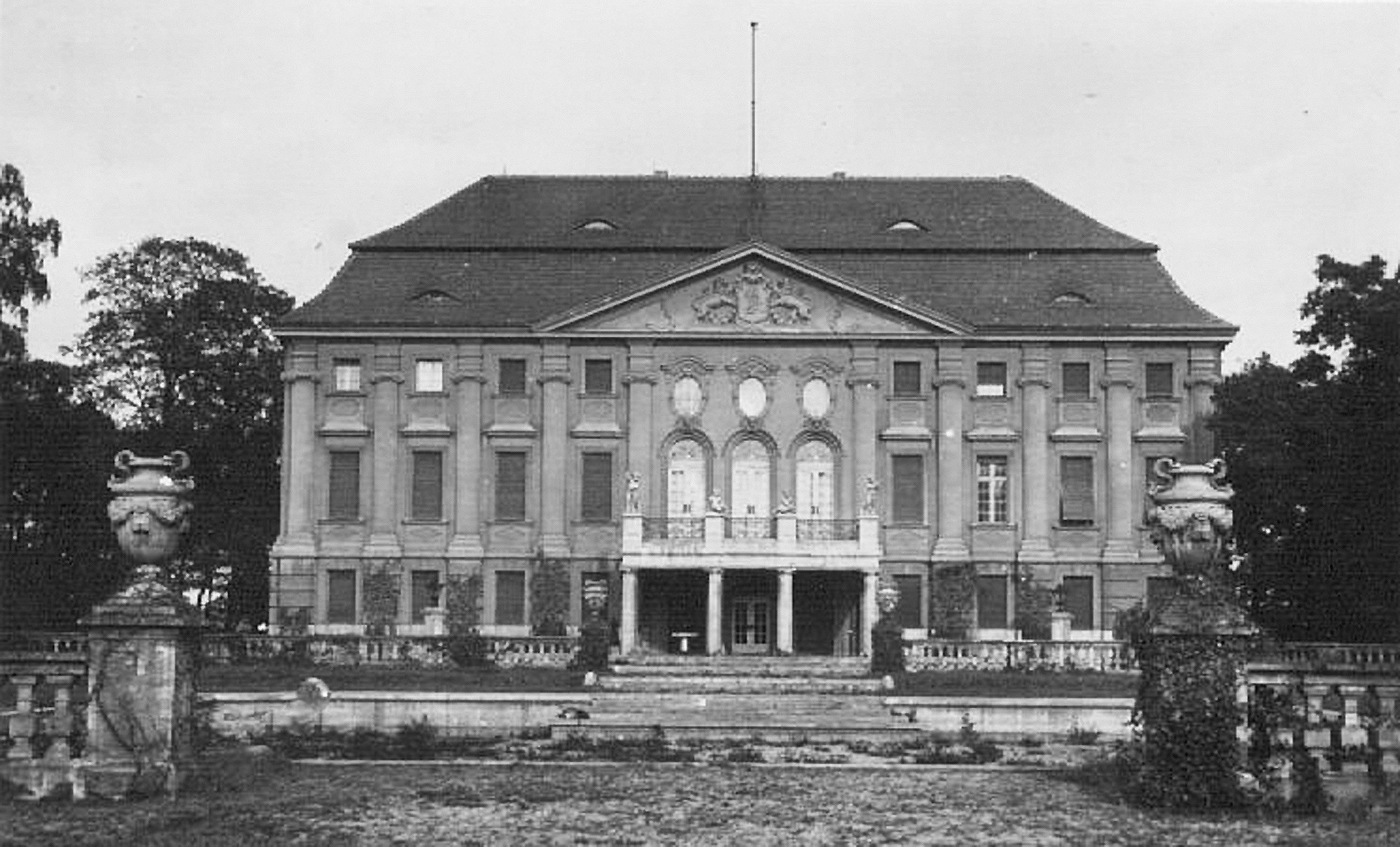
Dimora della famiglia Paalen a Żagań dal 1913 al 1934

Nel 1923 Wolfgang tornò a Berlino da solo per fare domanda di assunzione all'accademia, senza però ottenere riscontro positivo. A Berlino entrò in contatto con lo storico dell'arte Julius Meier-Graefe ed incontrò la violinista e fotografa Eva Sulzer (1902-1990), amica e mecenate per tutta la vita. Lavorando inizialmente sotto l'influsso dell'impressionismo e di Cézanne, nel 1925 fu invitato da Meier-Graefe ad esporre insieme agli artisti della secessione di Berlino. La conoscenza del pittore e scultore svizzero Serge Brignoni lo avvicinò all'arte oceanica. A Berlino continuò gli studi di estetica, profondamente influenzato da Meier-Graefe e da Nietzsche, Schopenhauer e dalla teoria della Gestalt di Max Wertheimer.
Insieme ad Eva Sulzer trascorse quindi un anno in Francia, tra Parigi, Cassis e La Ciotat, e fece la conoscenza di Roland e Valentine Penrose, Jean Varda e Georges Braque. Tra il 1927 ed il 1928 frequentò la scuola d'arte di Hans Hofmann prima a Monaco di Baviera e poi a Saint-Tropez. A Monaco scoprì l'arte di Paul Klee e subì l'influenza di Braque, abbandonando la pittura all'aperto.
Lo scrittore Gustav Regler, descrivendo il comportamento di Paalen in quegli anni, testimoniò che il pittore era solito distribuire ai visitatori le proprie tele, o addirittura le abbandonava quando traslocava. Talvolta perfino le distruggeva, se particolarmente insoddisfatto, ed iniziò a firmarle soltanto quando i mercanti d'arte glielo chiesero.
Nel 1928 Wolfgang decise infine di trasferirsi a Parigi. Lo stesso anno vide anche l'inizio del declino della famiglia Paalen, prima basata sulle regole patriarcali della monarchia austro-ungarica. Dopo una relazione omosessuale con un guaritore di malattie mentali, il fratello più giovane di Wolfgang, Hans-Peter, morì all'improvviso in un manicomio di Berlino, probabilmente suicida. I genitori di conseguenza si separarono, e la predisposizione ai disturbi mentali della madre si accentuò.
Il patrimonio del padre svanì a causa della crisi del 1929 e un'ulteriore tragedia, accaduta in sua presenza, fu cruciale per lo sviluppo di Wolfgang: il tentato suicidio dell'amato fratello Rainer, che si sparò alla tempia nella biblioteca del castello di Żagań nel 1932. Rainer sopravvisse e venne curato in un ospedale di Berlino, città dalla quale scappò nel 1933, fuggendo a piedi e con l'unica camicia che aveva addosso per sottrarsi alla presa di potere del nazionalsocialismo. Si rifugiò a Praga, dove si convertì al cattolicesimo e si spacciò per chiaroveggente.  Morì nel 1942, probabilmente in seguito ad eutanasia, in un manicomio ceco. Il destino di Rainer ossessionò Wolfgang tutta la vita e costituì la base del suo porsi in maniera illuminista, anticlericale ed anti teologica nei confronti del sentimento religioso.

### Parigi ed il surrealismo

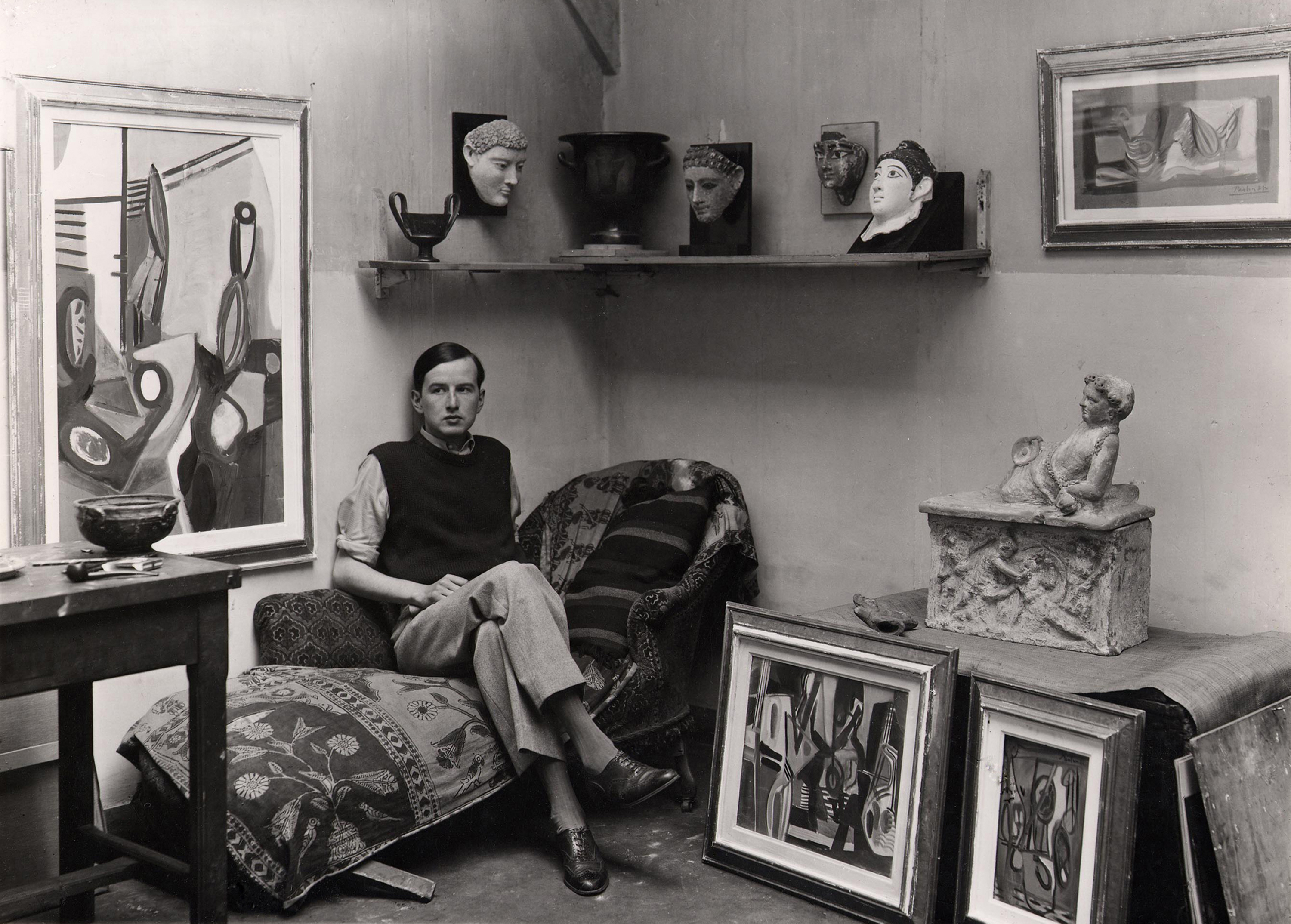
Wolfgang Paalen nel suo studio a Parigi, 1933 circa

Wolfgang Paalen si stabilì a Parigi nel 1929. Per un breve periodo studiò con il pittore cubista Fernand Léger; frequentò Jean Hélion, Max Beckmann, Hans Hartung e partecipò al Salon des Surindépendants. Nel 1933 divenne membro del gruppo Abstraction-Création, uscendone già nel 1935 insieme a Hans Arp e Jean Hélion.
La sua produzione artistica in questo periodo era ispirata da Eupalinos di Paul Valéry e tendeva ad ammorbidire e conciliare le rigide regole astratte di Piet Mondrian e Georges Vantongerloo con la poetica surrealista.
Nel 1931 Wolfgang conobbe Alice Rahon, che sposò tre anni più tardi. Nel frattempo rafforzò il proprio legame di amicizia con Roland e Valentine Penrose, che lo misero in contatto con Paul Éluard. Conobbe anche Peggy Guggenheim ed altri surrealisti, e nel 1935 venne presentato da Lise Deharme a Breton. Insieme a quest'ultimo ed a Penrose partecipò all'organizzazione dell'Esposizione internazionale surrealista di Londra del 1936, in cui Paalen presentò Dictated by a Candle, il suo primo fumage. Tale tecnica prevedeva l'utilizzo di una candela o di una lampada a cherosene per ottenere effetti di fumo e fuliggine sullo strato di pittura ancora fresca, in genere ad olio, già presente sulla carta o sulla tela: le tracce prodotte dalla fiamma suggerivano immagini involontarie, una modellatura vibrante dai toni scuri vellutati. Inventato da Wolfgang Paalen, il fumage in seguito venne ripreso da molti altri artisti, fra i quali Salvador Dalí, che preferì assimilarlo allo sfumato. Fra il 1936 ed il 1937 Paalen dipinse una serie di tele completando con i colori ad olio le forme effimere prodotte tramite il fumage ed ottenendone fama internazionale.

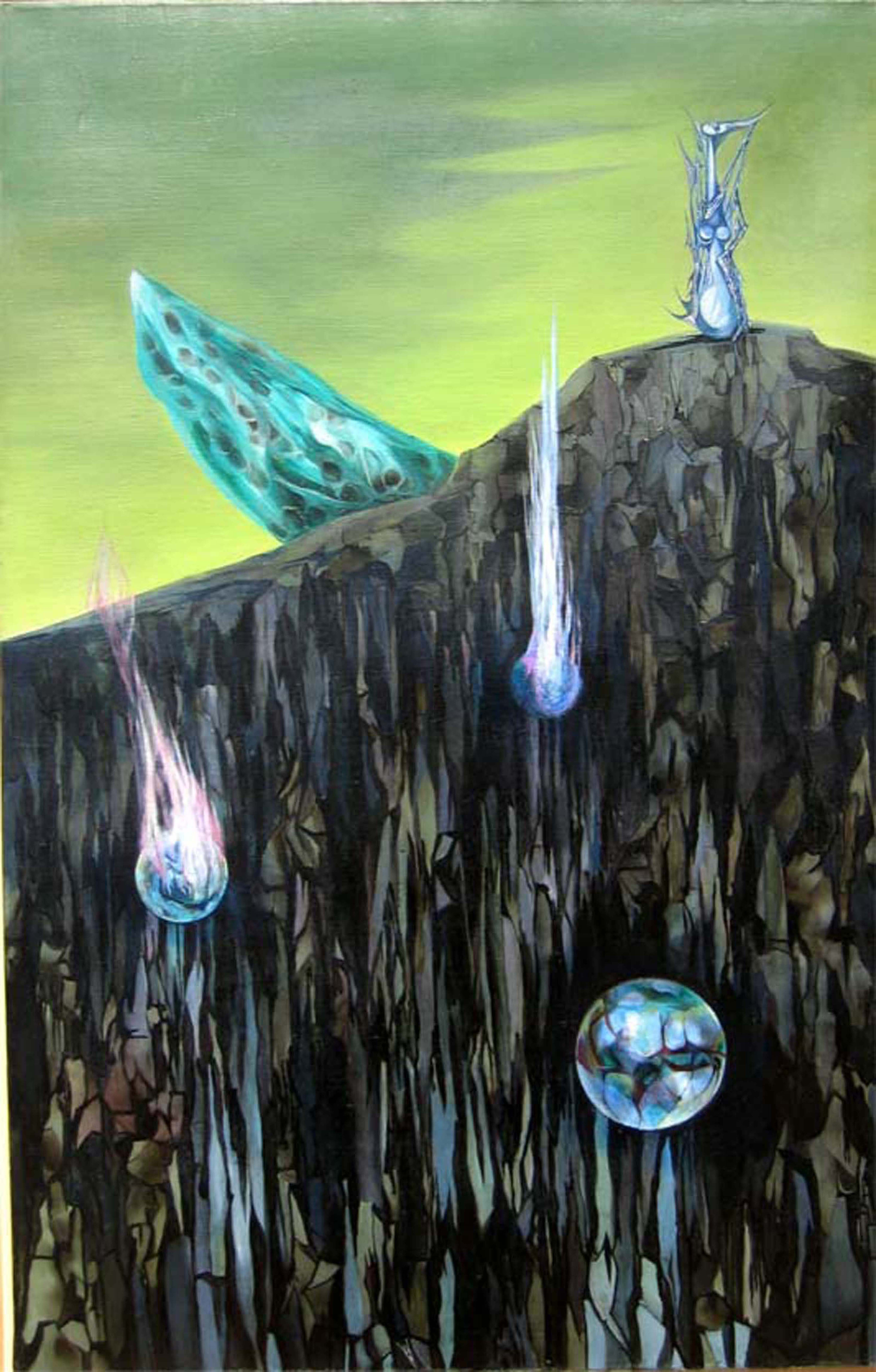
Pays interdit (Terra proibita), 1936-37

Sempre nel 1936 a Parigi Paalen partecipò all'Esposizione surrealista degli oggetti (Exposition surréaliste d´objets) presso la galleria Charles Ratton, e tenne la prima mostra personale presso la galleria Pierre di Pierre Loeb, in presenza dei surrealisti ma anche di Kandinskij e di Picasso.
La collaborazione con Breton incrementò, anche per la progettazione della galleria Gradiva, nella quale incontrò Marcel Duchamp, e dove espose la Chaise envahie de lierre, venduta poi alla mecenate Marie-Laure de Noailles, che la mise nella propria stanza da bagno, fotografata e pubblicata nel 1938 su Harper's Bazaar. Breton stesso favoriva Paalen, considerandolo l'ultimo dei romantici tedeschi.
Ancora nel 1936 Wolfgang scoperse la relazione che la moglie Alice aveva avuto con Pablo Picasso, e che aveva causato un aborto. La grave crisi di coppia che ne seguì provocò a Paalen il primo pesante attacco di depressione, che diede vita al suo primo importante capolavoro surrealista: Terra proibita, un paesaggio apocalittico dominato da una dea e da pianeti cadenti come meteoriti. Si trattò anche del primo dipinto nel quale l'artista integrò il fumage con l'esecuzione cristallina delle forme nella parte inferiore. Nel 1937 Paalen realizzò in questo modo molti quadri, fra cui Fata Alaska.
Tra il 1937 ed il 1938 Paalen creò illustrazioni e disegni per la rivista Minotaure su Lichtenberg, Xavier Forneret e sui Canti di Maldoror di Lautréamont.

Insieme a Marcel Duchamp, Man Ray e Salvador Dalí, Paalen fu tra coloro che progettarono nel 1938 l'Esposizione internazionale surrealista  di Parigi presso il Palais des Beaux Arts. Qui Paalen elaborò un pavimento con foglie morte e melma del cimitero di Montparnasse. Di sua produzione erano anche uno stagno artificiale intitolato Avant La Mare, contenente vere acqua e ninfee e posto al di sotto del soffitto ricoperto da Duchamp con sacchi del carbone vuoti, e una bambola dall'aria misteriosa, con un vestito ricoperto di funghi ed un grosso pipistrello che le strillava sopra la testa, simile alle creature dei suoi dipinti.

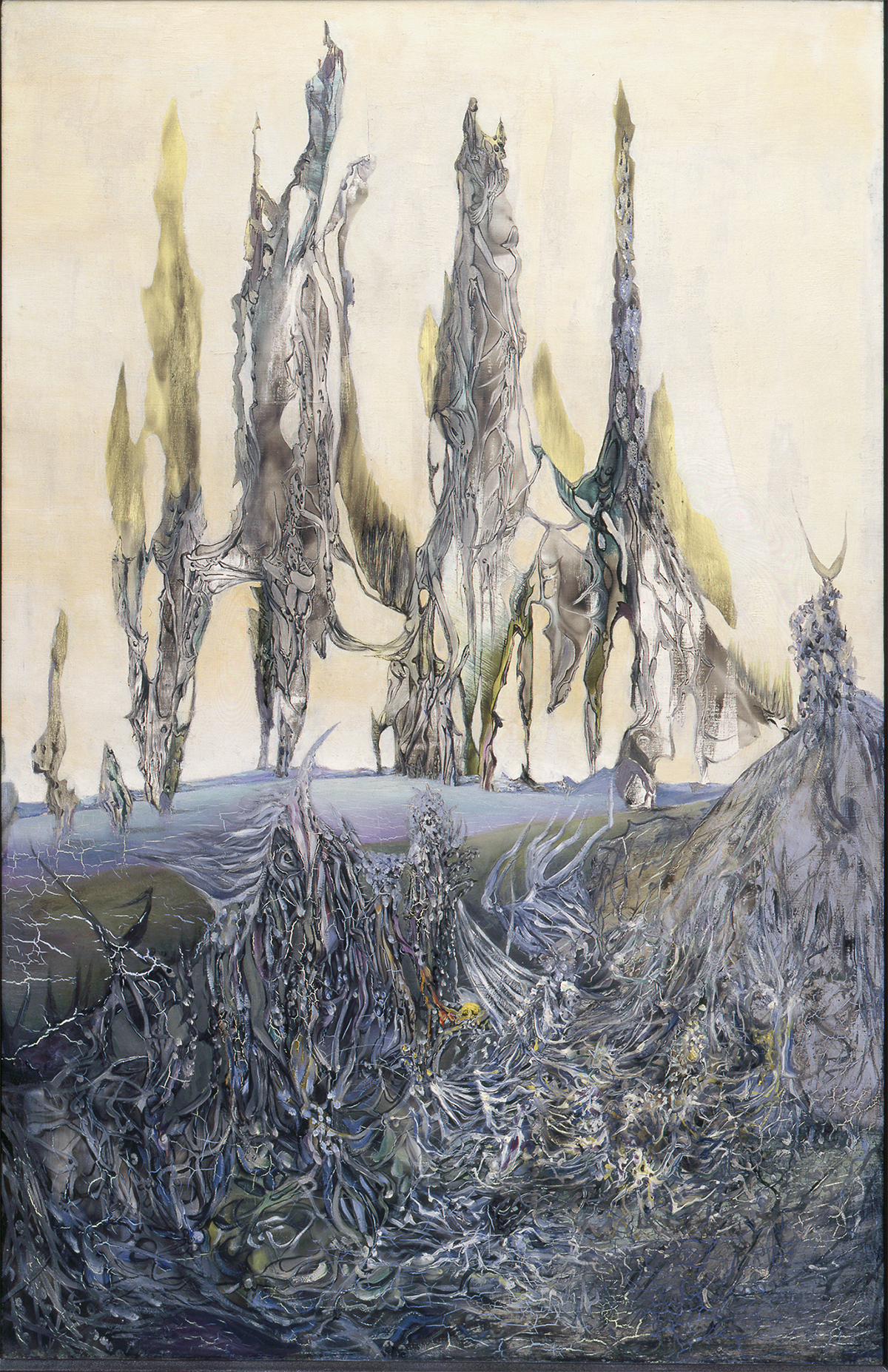
Les étrangers (Gli stranieri), 1937

 Paalen contribuì anche alla redazione del catalogo della mostra, pubblicato con il titolo Dictionaire abrégé du Surrealisme. Alcuni critici interpretarono le installazioni di Paalen come una metafora dello stesso gruppo surrealista, minacciato dall'approssimarsi della guerra, che si opponeva alla crisi contrastando le tendenze paternalistiche dell'epoca che l'avevano causata.
Fra le opere esposte all'Esposizione internazionale surrealista di Parigi vi erano anche Le moi et le soi e Potence avec paratonnerre, un patibolo con parafulmine dedicato al filosofo tedesco Georg Christoph Lichtenberg. Inoltre era esposta la prima versione di Nuage articulé, un ombrello ricoperto di spugne, che Alfred Barr rinunciò a comprare per il MoMA di New York soltanto per la fragilità e la difficoltà di trasporto dell'oggetto. A New York Paalen esibì comunque le proprie opere nel 1945, in una mostra organizzata da Peggy Guggenheim, che gli organizzò anche una personale a Londra nel 1939.
Nel 1938 Paalen espose nuovamente a Parigi presso la galleria Renou et Colle, e Breton redasse la recensione del catalogo. Nello stesso anno Wolfgang pubblicò un articolo sulla rivista surrealista Minotaure, inserendovi anche le proprie illustrazioni. Ancora nel 1938 i coniugi Paalen fecero la conoscenza di Frida Kahlo, in visita a Parigi, che li invitò in Messico, dove Wolfgang aveva intenzione di organizzare una mostra insieme a Breton.

### L'esilio volontario
Nel 1939, dopo la mostra personale a Londra, Wolfgang fu il primo surrealista a decidere di lasciare l'Europa, e insieme alla moglie Alice e ad Eva Sulzer si recò inizialmente a New York, poi in Canada, in Alaska ed a San Francisco. Nello stesso anno visitò pure la Columbia Britannica, e dagli appunti di viaggio trasse il lavoro letterario Paysage totémique, in seguito pubblicato sulla rivista DYN. In settembre arrivò in Messico, dove Diego Rivera e Frida Kahlo gli avevano affittato una casa vicina alla propria a Coyoacán, e già nell'autunno organizzò insieme al poeta peruviano César Moro l'Esposizione internazionale surrealista messicana presso la Galería de Arte Mexicano.

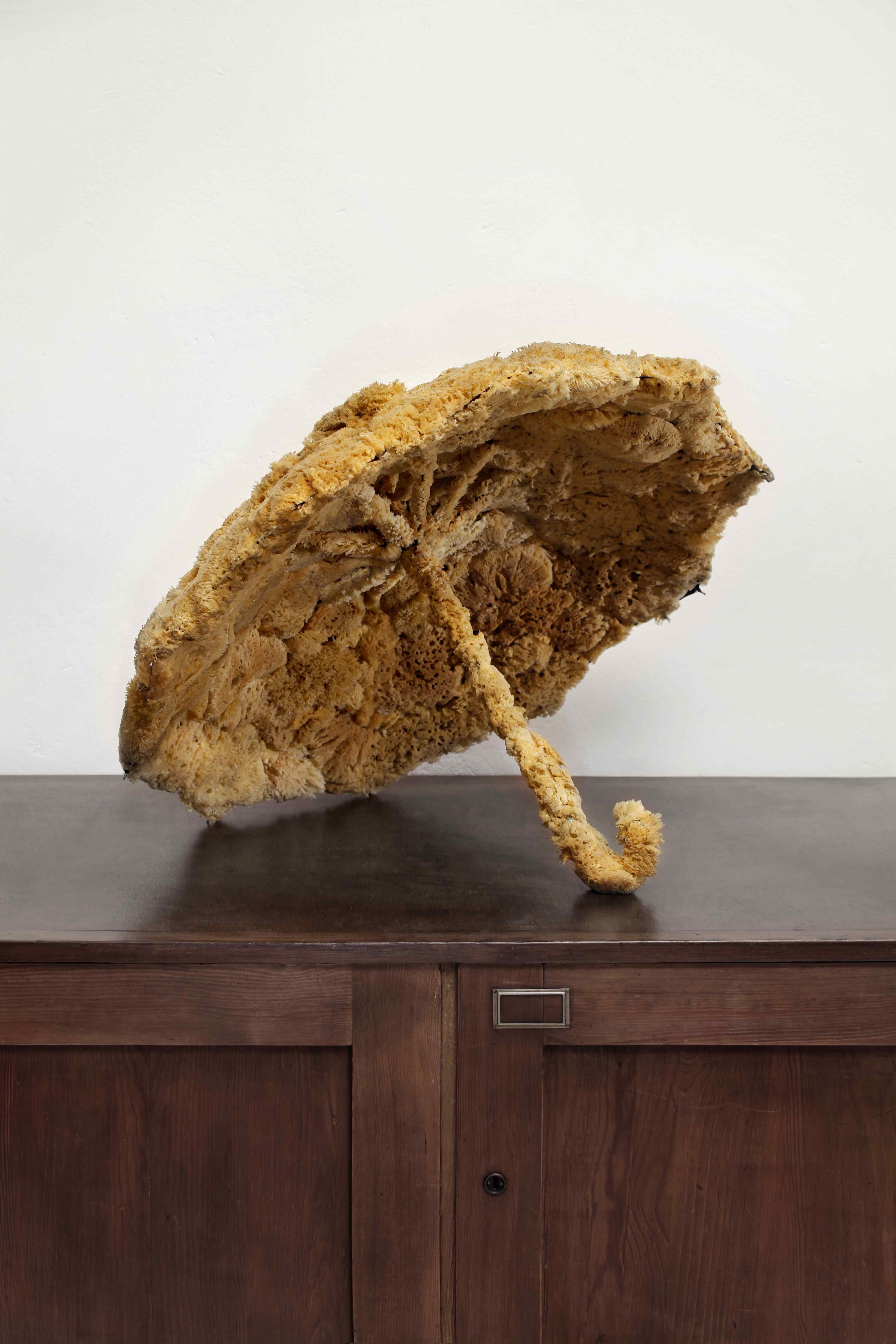
Nuage articulé (Nube articolata), seconda versione del 1940, Galeria Austriaca, Belvedere Vienna

Nel 1940 Paalen espose a New York, riscuotendo grande successo. Testimoni raccontarono che durante l'inaugurazione della mostra spense le luci e camminò all'interno della galleria con una candela accesa in mano, seguito da giovani pittori statunitensi fra cui Jackson Pollock, Adolph Gottlieb, Robert Motherwell, William Baziotes e Gerome Kamrowski.
Tornato in Messico, Paalen ruppe l'amicizia con Diego Rivera e Frida Kahlo per questioni politiche, e non volle mai incontrare Lev Trotsky nonostante la lettera commendatizia che Breton, già tornato a Parigi, gli aveva indirizzato sperando nella continuità delle relazioni con il gruppo surrealista che egli stesso aveva stabilito durante il viaggio in Messico nel 1938. Paalen giustificò il rifiuto scrivendo a Breton la propria contrapposizione nei confronti delle opinioni politiche dei surrealisti, che a suo parere non disponevano dei mezzi per uscire dal vuoto spirituale causato dalla crisi del marxismo.
Sempre più isolato dagli intellettuali messicani di sinistra, Paalen si circondò dei visitatori europei e statunitensi cui offrì ospitalità: dagli artisti come Roberto Matta, Robert Motherwell, Gordon Onslow Ford, Benjamin Péret, Remedios Varo ed Esteban Francés, ai rifugiati politici come Gustav Regler e Victor Serge. Inoltre Paalen contribuì ad organizzare l'immigrazione dei surrealisti dalla Francia al Messico. Sul piano artistico, intanto, si concentrava sull'espressione delle proprie idee sull'arte e sperimentava nuovi stili pittorici nello studio di San Ángel presso Città del Messico.
Nel 1942 Paalen fondò la rivista Dyn, dal greco dynaton, "ciò che è possibile", di cui sarebbero stati pubblicati soltanto sei fascicoli fino al 1944. Ne fu anche il principale autore di contributi, nei quali espresse le proprie idee sul cosmo e l'interesse per l'arte degli indiani d'America, che stava influenzando in misura sempre maggiore la sua produzione pittorica. In uno di tali contributi, Farewell au surréalisme del 1942, Paalen prese le distanze da Breton. 

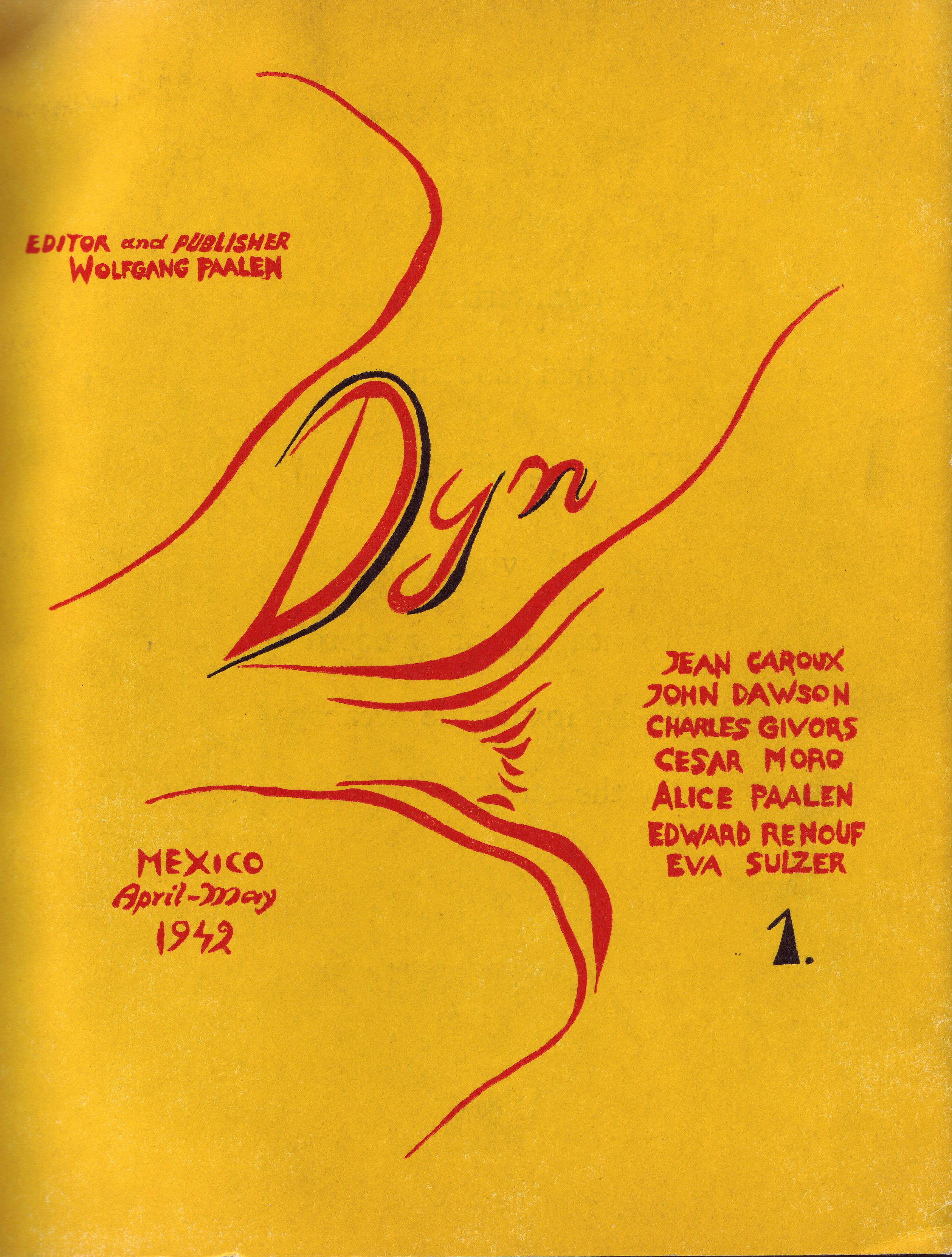
Il primo fascicolo della rivista DYN, 1942

Gli stessi contributi, o almeno i più importanti, con la collaborazione di Motherwell vennero pubblicati a New York in un volume monografico intitolato Form and sense nel 1945. L'anno successivo lo scrittore Gustav Regler pubblicò il primo libro dedicato interamente all'opera di Wolfgang Paalen. Quest'ultimo, con l'occasione, intrecciò rapporti d'amicizia con gli artisti statunitensi Louise Nevelson, Barnett Newman e Mark Rothko.
Nel 1946 Paalen divorziò da Alice Rahon e nel 1947, anno in cui ottenne la cittadinanza messicana, sposò Luchita Hurtado del Solar, artista venezuelana, che aveva conosciuto nel 1943 a New York tramite l'amico Isamu Noguchi. Quest'ultimo si trasferì per qualche tempo in Messico a casa di Wolfgang, con il quale esplorò l'antica civiltà degli Olmechi, su cui Paalen in seguito scrisse un articolo sulla rivista francese Cahiers d'Art. Le sue tesi sulla struttura sociale matrilineare delle civiltà mesoamericane influenzarono Alice Rahon, Remedios Varo e Leonora Carrington e continuarono a riscuotere credito presso archeologi ed artisti anche a distanza di molti anni.
La morte in Messico, nel 1948, di uno dei due figli che Luchita aveva avuto dal precedente matrimonio, spinsero la famiglia Paalen a trasferirsi a San Francisco. Qui Wolfgang fondò una nuova associazione, il gruppo Dynaton, insieme ai pittori Gordon Onslow Ford e Lee Mullican. Il gruppo espose presso il Museo dell'arte di San Francisco e presso la galleria d'arte della Stanford University. All'università di Stanford Paalen tenne anche lezione, esponendo le sue nuove idee sul concetto di spazio, elaborate negli ultimi anni e pubblicate in occasione della mostra a San Francisco nel 1951. A San Francisco, nella Mill Valley, fece la conoscenza di Henry Miller, Anaïs Nin e Jean Varda.
Il desiderio di Paalen di tornare in Messico e riprendere i contatti con Breton a Parigi causò il divorzio nel 1950 da Luchita, che decise di vivere con Lee Mullican. Tornato in Messico, Wolfgang nel 1951 organizzò un lungo soggiorno a Parigi insieme alla sua nuova fidanzata, la pittrice statunitense Marie Wilson. La coppia rimase a Parigi per tre anni, e Paalen si riconciliò con Breton, frequentandone la casa e partecipando anche all'invenzione di vari giochi surrealisti come Ouvrez-Vous? e L'un dans l'autre. In questo periodo dipinse una quantità considerevole di tele esposte nel 1953 presso la galleria Pierre e nel 1954 presso la galleria Galanis-Hentschel. Uno dei quattro fascicoli della rivista Medium. Communication Surréaliste di Breton fu interamente dedicato a Paalen.
Dopo un viaggio attraverso la Germania, nell'estate 1954 Paalen tornò in Messico. Con l'aiuto degli amici Eva Sulzer, Jacqueline Johnson e Gordon Onslow Ford acquistò una vecchia casa con annesso studio nella cittadina di Tepoztlán, dove trascorse gli ultimi anni tormentato da problemi di salute, causati soprattutto dalla predisposizione ai disturbi mentali. Malgrado ciò, in questi anni produsse una serie di capolavori artistici, insieme a scritti di teatro e romanzi brevi, che riflettevano con ironia la sua depressione crescente.
La passione per le sculture e per i manufatti degli Olmechi indusse Paalen a spedizioni avventurose nel selvaggio Yucatán per procurarsi reperti di arte precolombiana. Quando la depressione lo coglieva, era solito soggiornare in hotel a Taxco; fu proprio dalla sua camera in Taxco che la notte del 25 settembre 1959 uscì per risalire la collina e togliersi la vita con uno sparo alla tempia. Aveva lasciato una lettera al portiere dell'albergo in cui chiedeva che il proprio cadavere venisse ritrovato.

## L'arte e le teorie artistiche di Paalen
Se la visita ad Altamira nel 1933 suggestionò Paalen nella riproduzione successiva del tema della grotta, come in Lumière fossile del 1953, l'utilizzo della tecnica del fumage contribuì alla creazione di paesaggi onirici e fantastici nei quali la vegetazione sembrava elettrizzata e tesa fra cielo e terra, paesaggi dai quali emergevano talvolta figure totemiche e fantomatiche, come in Orages magnétiques del 1936. Allontanandosi dal surrealismo, dal 1941 Paalen dipinse composizioni totemiche, spesso triadiche, cariche di simbolismo cosmico e di un certo primitivismo, come Selam Trilogy (1947), Messagers des Trois Pôles (1949), Trois Personnages (1953).

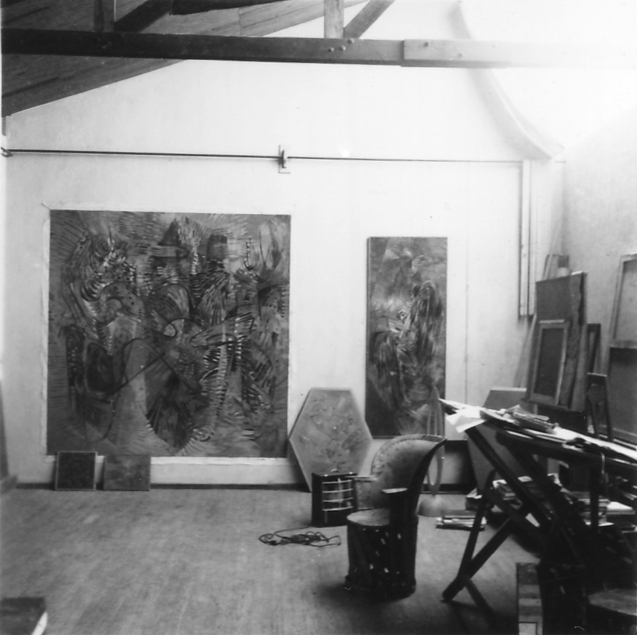
Studio di Paalen a San Angel con il dipinto Les Cosmogones, 1946

In alcuni scritti autobiografici Paalen collegava la propria infanzia a Żagań ad esperienze allucinatorie che avrebbero costituito il centro d'interesse del suo periodo di maggiore adesione al surrealismo e dato probabilmente origine alle strutture cristalline di una serie di dipinti: un'invasione di farfalle notturne nel bosco vicino a casa aveva reso l'effetto di un incantesimo tale che "la natura intera, ingannevolmente disarmata, tratteneva il fiato, silenziosa e trasformata come da lenti opache"; erano udibili soltanto lo scricchiolio degli aghi di abete ghiacciati sotto i passi ed il rumore del vento gelido autunnale, per effetto del quale "l'intero bosco tintinnava come cristallo".
Soltanto nel surrealismo Paalen dichiarò di "incontrare degli uomini completi", e soltanto il surrealismo gli consentì di "trovare l'esperienza interamente vissuta, la prova eroica di una sintesi integrale che non ammetteva più alcuna separazione arbitraria fra l'espressione plastica e la poesia, fra la poesia e la vita". Eppure proprio nel primo fascicolo della rivista DYN Paalen avrebbe annunciato pubblicamente all'amico Breton il proprio "Addio al surrealismo" (Farewell to Surrealism), e nel secondo avrebbe suscitato lo scandalo fra i surrealisti di New York pubblicando un articolo dal titolo provocatorio: The dialectical Gospel (Il Vangelo dialettico) sulla possibilità di una riforma del surrealismo attraverso una revisione del materialismo dialettico. 
Il dibattito che ne seguì, organizzato nell'appartamento newyorkese di Breton dallo storico dell'arte Meyer Schapiro, rivelò come i surrealisti avessero scarsa conoscenza della materia.
Attraverso gli articoli apparsi sulla rivista DYN dal 1942 al 1944, Paalen si rivelò uno dei maggiori e più influenti teorici dell'arte durante il periodo bellico. Lo stesso Breton nel 1944 riconobbe che la critica al surrealismo portata avanti da Paalen aveva un fondamento.
Grazie alla rivista ed all'esposizione delle proprie opere, Paalen ebbe molta influenza nell'ambiente artistico dell'epoca e sugli artisti europei in esilio. Ad esempio l'articolo Totem Art influenzò artisti quali Martha Graham, Isamu Noguchi, Jackson Pollock, Mark Rothko e Barnett Newman, principalmente a causa del nuovo modo di concepire l'arte totemica quale parte dell'azione e del rituale estatici, in connessione psichica con la memoria collettiva e con il culto matrilineare degli antenati.
I saggi di Paalen trattavano fra l'altro il tema della moderna concezione dello spazio in pittura dopo il cubismo, il ruolo del tempo nei processi dell'ispirazione, l'influsso della meccanica quantistica sulle teorie artistiche del tempo, la propria concezione della Gestalt e del dualismo occidentale, l'analisi effettuata sulla pittura nelle caverne. Fondamentale si rivelò la critica di Paalen all'ontologia, il suo riferimento alla contingenza, con la consapevolezza assoluta che nessuna verità eterna esistesse e che la vera ragione d'essere dell'umanità, e quindi dell'arte, fosse affidata soltanto alla relatività della percezione, derivante dalla varietà degli esseri viventi.
Quando, nel 1935, Paalen lasciò il gruppo Abstraction-Creation, produsse una serie di tele in cui tentò di ammorbidire le forme astratte per conciliarle con la poetica surrealista, ottenendo esiti pittorici simili a giochi di parole, nei quali forme concrete trasmettevano significati plurimi. Con questa ricerca l'artista anticipò in un certo senso la produzione di Mark Rothko e Arshile Gorky, esponenti dell'espressionismo astratto. 

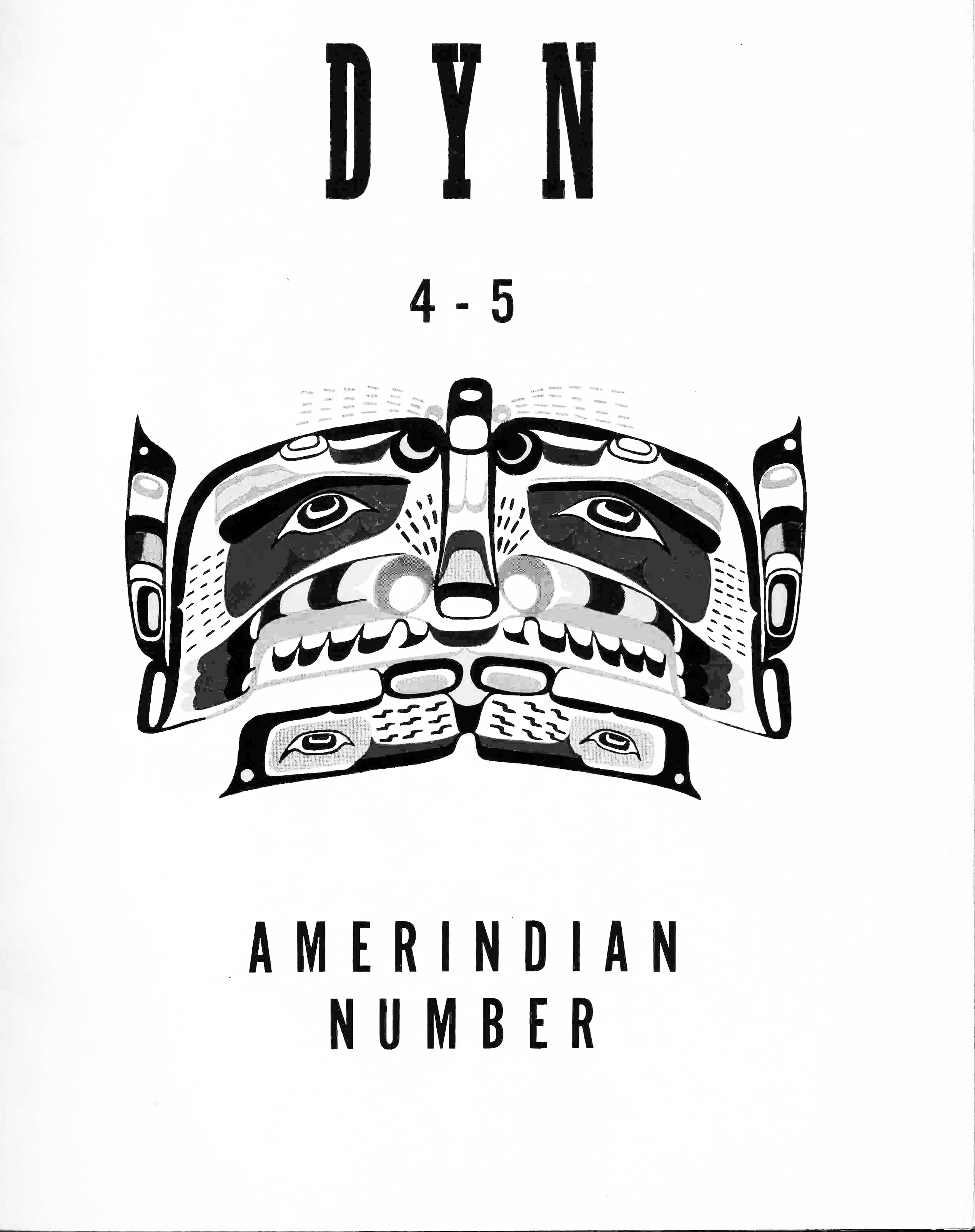
Copertina del fascicolo 4-5 della rivista DYN, 1943

In particolare, negli anni quaranta il ruolo di Paalen fu fondamentale nella trasformazione del concetto di arte astratta e nella genesi dell'espressionismo astratto. Dipinti quali Les premiers spaciales del 1941 ponevano l'accento interamente sul nuovo spazio pittorico attraverso il ritmo, la luce ed il colore. Il risultato era la trasformazione dell'opera in un ritmo neo-cubista, che Paalen paragonava a fughe e jazz, ottenuto con effetti simili al mosaico e contrasti di colore. In tal modo l'artista intendeva creare l'atmosfera di un incontro profondamente toccante, avvincente, con esseri che restavano silenti, immobili, privi di metamorfosi, in quanto il quadro stesso costituiva l'essere, ovvero la sua evocazione cristallizzata. In virtù di tale silenzio totale, qualsiasi aspettativa veniva riflessa come una domanda.
In proposito Regler vide nell'opera di Paalen la rivisitazione del simbolo di Dorian Gray: "Ciò che l'escapismo attuale teme maggiormente è lo specchio. (...) [Paalen] dubita che nessuno oggigiorno sappia ciò che rappresenta. Osa fingere che qualcuno possa crescere vicino al pittore. Ha la stessa speranza di Pigmalione, di innamorarsi della propria creatura e di essere superato da essa. Si aspetta che il dipinto smetta di essere fedele al proprio creatore. Si ritrae senza sembianze umane".
Interessato al fondamento esistenziale della realtà, Paalen concepì le proprie creature artistiche come una sorta di versione pittorica dell'antico coro tragico, il cui effetto era stato trattato da Nietzsche nella Nascita della Tragedia dallo Spirito della Musica. Se dal 1947 la tendenza divenne comune, fino a quel momento nessuno aveva ancora attribuito una tale responsabilità allo spettatore come fece Paalen con il proprio linguaggio retorico e pittorico.

## opere
- Personnages dans une grotte, 1933
- Hommes possibles, 1934
- Avertissement, 1935
- L´heure exacte, oggetto, 1936
- Orages magnétiques, 1936
- Rencontre sur une plage, 1936[37]
- L'Homme possible, 1936
- Pays interdit, 1936-37
- Toison d'or, 1937
- La Balance, 1937
- Le Débarcadère, 1937
- Paysage totémique de mon enfance, 1937
- La Phalène, 1937
- Nuage articulé, oggetto, 1937[38]
- Paysage totémique, 1937
- Fata Alaska, 1937
- Combat des princes saturniens, 1937
- Les Étrangers, 1937
- La Housse, 1938[39]
- Autophage, 1938
- Vol de moustiques, 1938
- Paysage médusé, 1938
- Le genie de l´espèce, oggetto, 1938
- Les Guetteurs, 1938
- Ciel de pieuvre, 1938
- Taches solaires, 1938
- Orages magnétiques, 1938[37]
- Plumages, 1938
- Fontaine d'os, 1939
- Combats des princes saturniens, III, 1939[37]
- Nuage articulé II, oggetto, 1940
- Polarités chromatiques, 1940
- Espace sans limite, 1941
- Les premieres spaciales, trittico, 1941–44
- Les Cosmogonies, 1943
- Le Signe, 1944
- Cosmogonies, 1944
- Les Cosmogones, 1945

- La Tempête, 1945
- Gyra, 1945
- L'Or du temps, 1945
- Méditation, 1946
- Mère Agate, 1946
- Nouvelle lune, 1947
- Selam Trilogy, 1947
- Hamnur Trilogy, 1947
- Nuit tropicale, 1947
- Ancêtres à venir, 1949
- Messagers, 1949
- Fête mexicaine, 1949
- Le Messager des trois Pôles, 1949
- La Clé de Duchamp, omaggio a Marcel Duchamp, 1950
- La Veillé, 1951
- Pollens voyageurs, 1951
- L'enclume, 1952
- Deux personnages, 1952
- Les Fantômes de la pyramide, 1952
- L'Éventail des saisons, 1952
- Sur les hauts plateaux, 1952
- Sœurs obsidiennes, 1952[37]
- Trois personnages, 1953
- Lumière fossile, 1953
- Le Scarabée d'or, 1953
- Vous ici?, 1953
- Béatrice perdue, 1953
- Hallali émeraude, 1954
- Bureau de longitudes, 1954
- Passage du renard, 1954[37]
- Entre chien et loup, 1954[37]
- Don fulgeres, 1955
- Paysage, 1958
- Banistas, 1958
- Asi es la vida, 1958
- Isla Mujeres, 1958
- Matutine, 1959

## Saggi sulla rivista DYN
Nel 2000 la rivista DYN venne ripubblicata sotto forma di monografia con il titolo Wolfgang Paalen's Dyn: The Complete Reprint.
- The New Image, n. 1, aprile–maggio 1942
- Suggestion for an Objective Morality, n. 1, aprile–maggio 1942
- Seeing and Showing, n. 1, aprile–maggio 1942
- Surprise and Inspiration, n. 1, aprile–maggio 1942
- L'Image nouvelle, n. 1, aprile–maggio 1942
- Aperçu pour une morale objective, n. 1, aprile–maggio 1942
- Farewell au surréalisme, n. 1, aprile–maggio 1942
- Paysage totémique I, n. 1, aprile–maggio 1942
- About the Origins of the Doric Column and the Guitar-woman, n. 2, luglio–agosto 1942
- The Dialectical Gospel, n. 2, luglio–agosto 1942
- Surprise et inspiration, n. 2, luglio–agosto 1942
- Paysage totémique II, n. 2, luglio–agosto 1942

- Art and Science, n. 3, autunno 1942
- L'Évangile dialectique, n. 3, autunno 1942
- Le Grand Malentendu (trad. of Art and Science), in: DYN, n. 3, autunno 1942
- Paysage totémique III, luglio–agosto 1942, n. 3, autunno 1942
- Book-Reviews
- Totem Art, n. 4-5, 1943
- Birth of Fire, n. 4-5, 1943
- Rencontre totémique, n. 4-5, 1943
- On the Meaning of Cubism Today, n. 6, novembre 1944
- Actualité du cubisme, n. 6, novembre 1944
- Pendant l'éclipse, n. 6, novembre 1944